# Frysmärkning
Frysmärkning är en metod för identitetsmärkning av djur som görs med en metallstämpel. 
Stämpeln som har formen av siffror, kyls ner i flytande kväve. Därefter trycks den mot djurets rakade hud i ungefär trettio sekunder. Pigmentet som ger pälsen dess färg kommer från färgfolliklar. När det kylda järnet placeras på skinnet förstörs färgfolliklarna vilket resulterar i att det växer ut vitt hår på märkningsplatsen. Färgfolliklarna ligger ytligare än tillväxtfolliklarna, vilket innebär att tillväxtfolliklarna inte skadas vid frysmärkningen. Därmed fortsätter således hårstråna att växa, dock utan pigment. Används på till exempel säl, delfiner och hästar.